# フォーク・ソング・ベスト・ヒット
『フォーク・ソング・ベスト・ヒット』(Folk Song Best Hit)は、原田実とワゴン・エースのアルバム。1965年2月に日本ビクターからリリースされた。

## 収録曲
Side 1
1. 花はどこへ行った
2. 漕げよマイケル
3. 夢みるバラの乙女
4. コットン・フィールズ
5. ワシントン広場の夜ふけて
6. 500マイル
7. ジョンB号の難破

Side 2
1. さらばジャマイカ
2. 平和の誓い
3. 君と僕の国
4. ウォーク・ライト・イン
5. なつかしのケンタッキー・ホーム
6. 風に吹かれて
7. コロンブスかんごくのブルース

## パーソネル
原田実とワゴン・エース
- 原田実（スティール・ギター、編曲）
- 深野英明（歌）